# Altica
Altica  (лат.)— род жуков (Coleoptera) из подсемейства козявок (Galerucinae) в семействе листоедов (Chrysomelidae).

## Описание
Тело жуков металлически блестящее, зелёной, синей, сине-зелёной, или фиолетовой окраски. Базальная борозда на переднеспинке хорошо заметная. Концы этой борозды упираются в ямки около боковых краёв переднеспинки. Надкрылья в спутанной пунктировке. Виды как правило сильно специализированы в выборе кормового растения. Идентификация видов возможна по строению гениталий самцов.

## Классификация
В мировой фауне насчитывается около 300 видов.
- Altica aenescens (Weise, 1888)
- Altica ampelophaga Guérin-Méneville, 1858
- Altica bicarinata (Kutschera, 1860)
- Altica brevicollis (Foudras, 1859)
- Altica carduorum Guérin-Méneville, 1858
- Altica carinthiaca Weisse, 1888
- Altica chamaenerii (H. Lindberg, 1926)
- Altica coerulea (Olivier, 1791)
- Altica cornivorax Král, 1969
- Altica corusca (Erichson, 1842)
- Altica cyanea (Weber, 1801)
- Altica deserticola (Weise, 1889)
- Altica engstroemi (Sahlberg, 1894)
- Altica ericeti (Allard, 1859)
- Altica ferruginis (Blackburn, 1889)
- Altica fruticola (Weise, 1888)
- Altica graeca Král, 1966
- Altica gravida (Blackburn, 1896)
- Altica hampei (Allard, 1867)
- Altica helianthemi (Allard, 1859)
- Altica iberica (Weise, 1891)
- Altica ignea (Blackburn, 1889)
- Altica impressicollis (Reiche, 1862)
- Altica inconspicua Král, 1966
- Altica jarmilae Král, 1979
- Altica longicollis (Allard, 1860)
- Altica lythri Aubé, 1843
- Altica oleracea (Linnaeus, 1758)
- Altica opacifrons (Har. Lindberg, 1938)
- Altica pagana (Blackburn, 1896)
- Altica palustris (Weise, 1888)
- Altica quercetorum Foudras, 1860
- Altica splendida (Olivier, 1808)
- Altica tamaricis (Schrank, 1785)

## Распространение
Род обладает всесветным распространением.